# Sturmaz, acto y tempestad
Sturmaz, acto y tempestad es una película escrita y dirigida por Jesús Maestro Bartolomé (Zaragoza,1977), producida por Josi Ganzenmüller Roig -Escuela de Teatro L'Escenari de Benicarló- a finales de julio de 2010 y con la colaboración de Blanco Films, 964studios, Universidad Jaume I de Castellón, CRR Ulldecona y el Ayuntamiento de Ulldecona.
Sturmaz, acto y tempestad es conocida por ser «la película que predijo los acontecimientos del 15-M»

## Sturmaz, acto y tempestad

### Ficha Técnica
| Ficha Técnica  |                                     |
| -------------- | ----------------------------------- |
| Tipo           | Largometraje                        |
| Duración       | 78 min                              |
| Localizaciones | Teatre L'Orfeó Ulldecona, Tarragona |
| Idioma         | Castellano                          |
| Origen         | Benicarló, Castellón                |
| País           | España                              |
| Año rodaje     | 2010                                |
| Año estreno    | 2011                                |
| Presupuesto    | 300€                                |

### Argumento
Sturmaz trata sobre unos estudiantes de cine que piden ayuda a William Space, un actor olvidado, para rodar un cortometraje antisistema. Dicho cortometraje está basado en un libro revolucionario, “Acto y Tempestad”, que explica como destruir a la corporación Metaffinity y, por ende, el sistema. El libro está firmado por un misterioso “J. Sturmaz”. Los chicos, después de grabar el cortometraje, lo cuelgan en internet y éste tiene tanta repercusión que provoca la aparición de un movimiento revolucionario llamado "Acto y tempestad". Metaffinity, poseedora del poder y control de la sociedad, tiene problemas serios para defenderse de la revolución producida por las teorías del libro revolucionario. Una extraña mutación de un virus termina con la vida de J. Sturmaz, la profesora de economía y activista que escribió famoso libro.

### Reparto
- Sir William Space: Rafa Sánchez
- April Space: Mireia Jiménez
- J. Smith, ejecutivo: Josi Ganzenmüller
- Casio: Eduard Marín
- Liam: Héctor Redó
- Scarlett: Alba Lendines
- Sweet Jane: Núria Vicent
- Darius Zimmermann: José Luis Rodríguez
- Benny: Jordi Reverté
- Arnold, el guionista: Josep Sans
- Jessica Sturmaz: Laura Piñana
- Melissa Parker: Blanca Fibla
- Daniel Fibla, Victoria Jiménez, Paloma Bartolomé, Mariona Ávila, Gerard César, Sara Cardona, Cristina Fuentes, Karen Fornós, Carlos Fabregat, Samuel García, Juanita Ramírez, Enrique Adell, Ricardo Mascarell.

### Equipo técnico
- Dirección, guion, producción, edición y postproducción: Jesús Maestro
- Arte y cinematografía: Daniel Fibla
- Dirección de fotografía y cámara: David Curto (Blanco Films)
- Sonido: Ricardo Mascarell (964Studios)
- Producción y Making of: Josi Ganzenmüller (L'Escenari)
- Regidor y ayudante de producción: Jordi Reverté
- Maquillaje, ayudante de producción, cáterin y foto fija: Inma Esbrí
- Imágenes adicionales EE. UU. y Japón: Igor Martínez
- Música: Ricardo Mascarell y Jesús Maestro

Canciones: Jesús Maestro y Ricardo Mascarell:
Ravers on the storm, Take me to the next fake bar, Casio is almost gone, D. END...
Bajo en Darius Cantina: Rafa Beltrán
Miguel Ángel Senar: D.N.B., Zambullo.
Nereida: Cálido Rey Olvida (1/3), El impaciente del saco, Insecta, Anhídrido Carbónico, Manzana, Humedad.

## Sturmaz y el 15M
El movimiento Sturmaz aparece por primera vez en las redes sociales y parece ser un movimiento que informa sobre las manifestaciones en España del 15m al programa de la cadena árabe Al-Jazzaera "The Stream" y otros medios de comunicación extranjeros.
Los medios parecen identificar algunas similitudes entre el argumento de la película y el movimiento 15m:
- Un libro con teorías revolucionarias que provoca la rebelión de la sociedad contra el sistema establecido
- La aparición de un movimiento revolucionario.
- Manifestaciones prohibidas y caídas de la economía que se atribuyen a los revolucionarios del movimiento "Acto y tempestad"

Según La Sexta Noticias «El parecido es aún más razonable si tenemos en cuenta que, pocas semanas antes de que naciera #acampadasol, se había publicado un libro titulado ¡Indignaos!»
«Quienes ven en el libro Indignez vous! del activista alemán afincado en París Stéphane Hessel, (publicado en Francia en octubre de 2010 y en España en 2011), la 'spanishrevolution' y el 'levantamiento' de muchos jóvenes hacia la calle, también identifican este film independiente con muchos acontecimientos de los que han ocurrido tras el 15-M en España, pero a modo de premonición más que a modo de estímulo, porque el largometraje, pese a no poder estrenarse hasta la semana pasada, fue sellado en el Registro de la Propiedad Intelectual de Castellón en junio de 2010, según aseguran sus autores "y no hemos cambiado ni una coma', indica el guionista y director Jesús Maestro Bartolomé» dice elmundo en su artículo